# Mnich (rzeka)
Mnich (według nazewnictwa MPHP Dopływ spod Rajca Szlacheckiego, nazywana również Księżą Rzeką) – strumień w na terenie gminy Jedlnia-Letnisko i gminy Radom, lewy dopływ Pacynki.
Długość strumienia wynosi ok. 5,2 km, a powierzchnia zlewni 11,2 km². Źródło znajduje się na wysokości ok. 171 m n.p.m., zaś ujście na wysokości 140 m n.p.m. Długość Mnicha na terenie miasta Radomia wynosi ok. 3 km. Strumień bierze początek po południowej stronie trasy krajowej nr 12 w rejonie Rajca Szlacheckiego. Niegdyś całkowicie sprowadzony do roli rowu melioracyjnego, obecnie jednak w przyujściowym odcinku zaczyna podlegać procesom renaturalizacji. Obszar „Czarnej Miedzy” przy rondzie „lubelskim” w Radomiu należy traktować jako teren źródliskowy tego cieku.

## Ochrona
Stosunkowo niewielki przyujściowy odcinek doliny Mnicha na północ od drogi Radom – Kozienice znalazł się w obrębie obszaru specjalnej ochrony ptaków (OSO) Ostoja Kozienicka, a niewielki fragment zlewni obejmujący las w rejonie Antoniówki także w obrębie specjalnego obszaru ochrony siedlisk (SOO) Puszcza Kozienicka chronionych w ramach sieci Natura 2000.